# Bildlage
Die Bildlage ist in der Augenoptik der Ort im Auge, an dem das von der optischen Einrichtung des Auges erzeugte Bild entsteht. Liegt dieses Bild in der Netzhautebene eines gesunden Auges, dann sieht das Gehirn scharf.
Befindet sich die Bildlage vor der Netzhautebene, sieht das Gehirn beim Blick in die Ferne unscharf. Das Auge ist kurzsichtig (myop). Befindet sich die Bildlage hinter der Netzhautebene, sieht das Gehirn beim Blick in die Nähe unscharf. Das Auge ist übersichtig (hyperop). In beiden Fällen spricht man von einem axialen Bildlagefehler, weil sich die Bildlage nicht in der Netzhautebene befindet.
Um axiale Bildlagefehler zu messen, werden optisch-physikalische Messmethoden angewendet.